# 似新亮麗鯛
似新亮麗鯛，又名斑马贝，為輻鰭魚綱鱸形目隆頭魚亞目慈鯛科的其中一種，分布於非洲剛果民主共和國的淡水湖泊流域，體長可達4.3公分，棲息在中底層水域，生活習性不明。

## 擴展閱讀
維基物種上的相關：似新亮麗鯛